# Radio (anatomia)
Il radio è l'osso laterale dell'avambraccio in posizione anatomica; si colloca, assieme all'ulna, tra il polso e il gomito.
L'epifisi distale si articola lateralmente con lo scafoide del carpo e medialmente con il semilunare, mentre l'epifisi prossimale si articola con il condilo dell'omero e con l'incisura radiale dell'ulna.

## Anatomia
Il radio si può classificare come un osso lungo.
Come ogni osso lungo dunque, presenta tre parti: epifisi prossimale, epifisi distale e diafisi (corpo).

### Epifisi prossimale
L'epifisi prossimale è caratterizzata dalla presenza di una grossa testa del radio, o capitello, a forma cilindrica, che poggia su un collo. Il capitello è rivestito di cartilagine articolare, per le articolazioni omero-radiale e radio-ulnare prossimale (la prima è una condilartrosi, la seconda è un ginglimo laterale o trocoide). Al confine con la regione metafisiaria è presente una tuberosità radiale, per l'inserzione del muscolo bicipite brachiale.

### Epifisi distale
È più voluminosa di quella prossimale (il radio aumenta di diametro procedendo prossimo-distalmente). Presenta una faccia articolare bipartita, per l'articolazione radio-carpica (polso). La parte laterale della superficie articolare si articola con lo scafoide, mentre quella mediale con il semilunare.
Lateralmente è presente un processo osseo, il processo stiloideo, in rapporto diretto con l'arteria radiale. In questa sede è dunque possibile apprezzare le pulsazioni del cuore, in quanto l'arteria passa vicino al piano cutaneo.

### Diafisi
A forma di prisma triangolare, si riconoscono tre facce (anteriore, posteriore, laterale) separate da tre margini (il più cospicuo è il margine interosseo, su cui prende inserzione la membrana omonima, per l'adesione tra radio e ulna).

## Galleria d'immagini

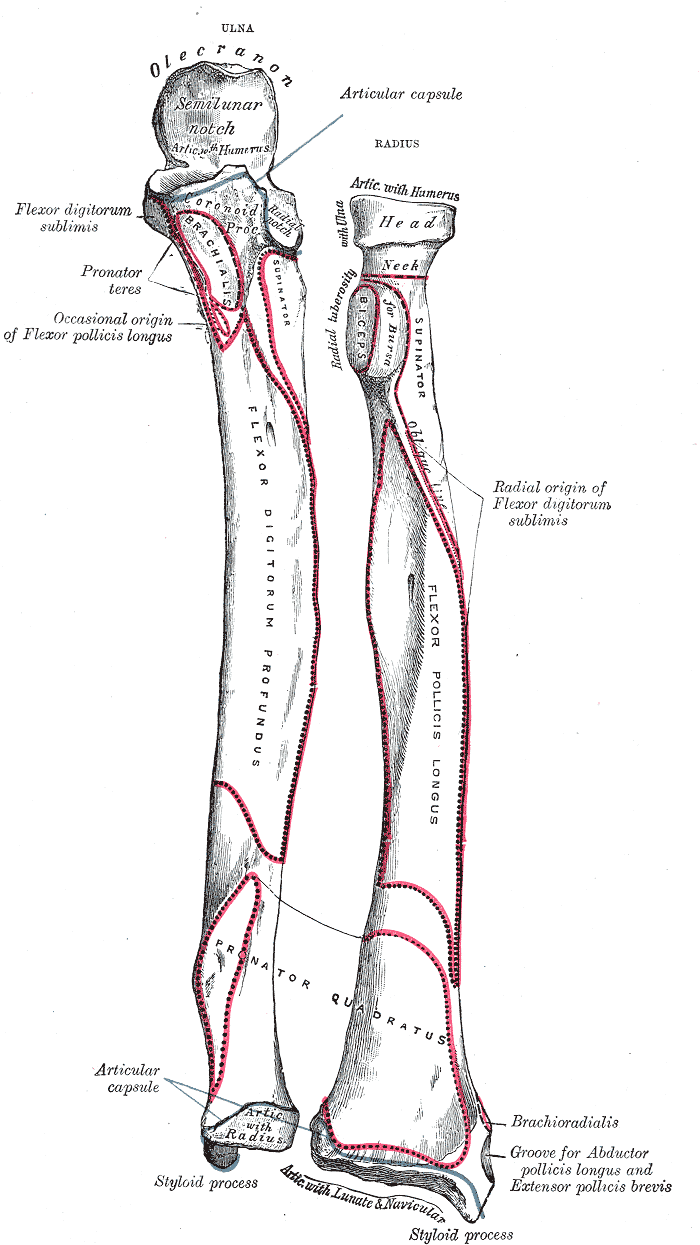
Radio e ulna, vista anteriore (braccio sinistro)
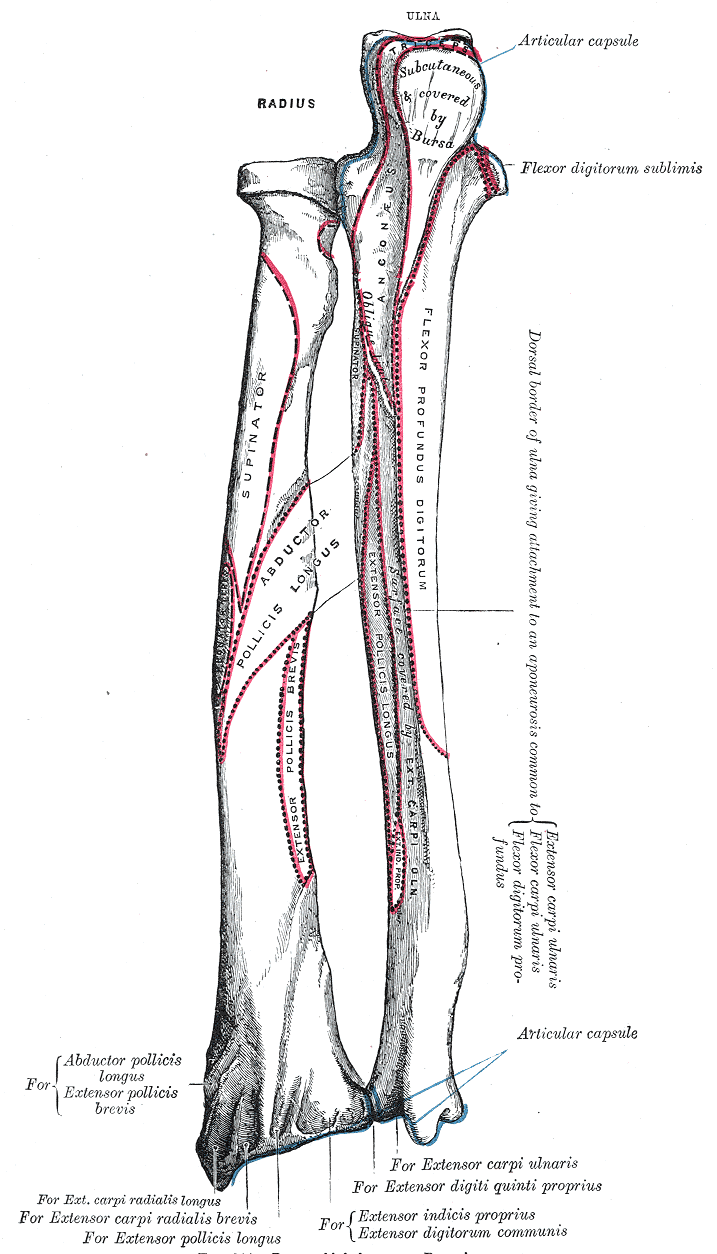
Radio e ulna, vista posteriore (braccio sinistro)
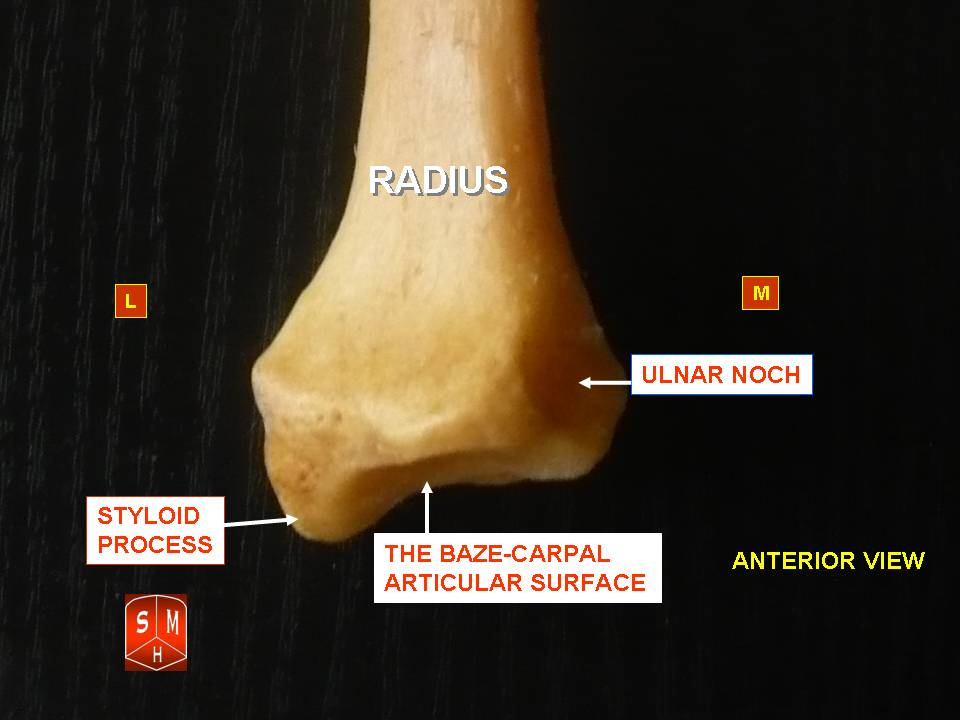
Radio, processo stiloideo - vista posteriore
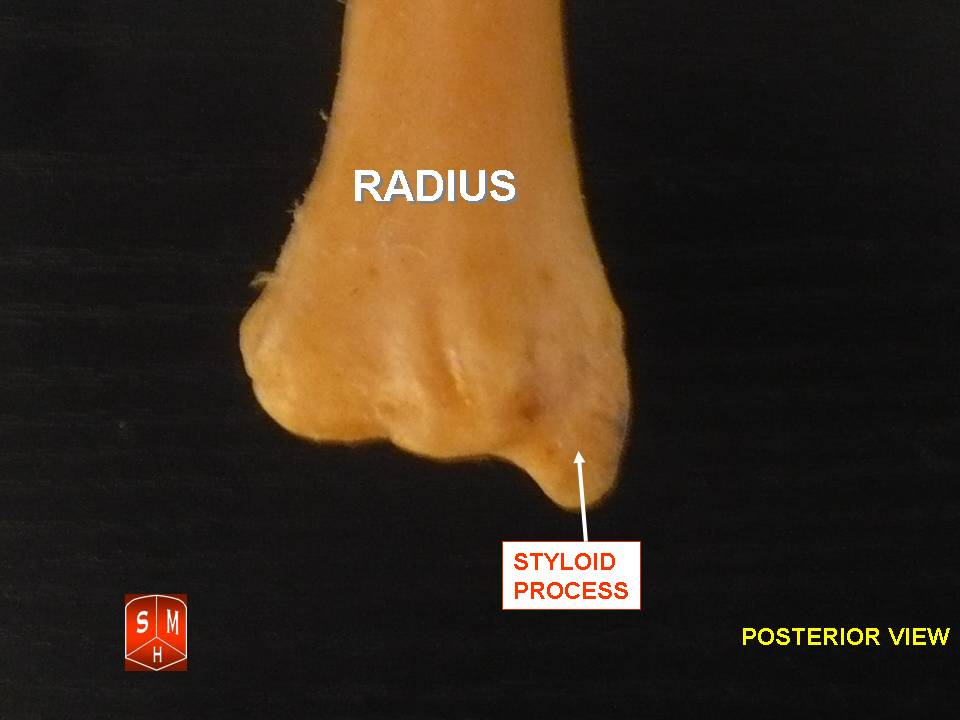
Radio, processo stiloideo - vista anteriore
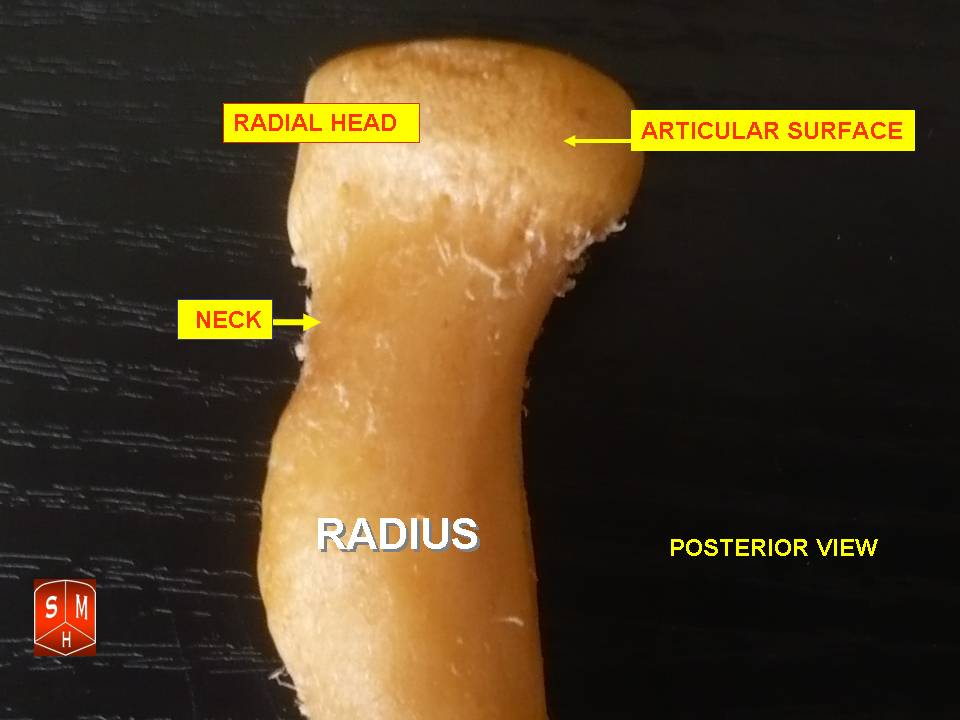
Radio, epifisi prossimale - vista posteriore
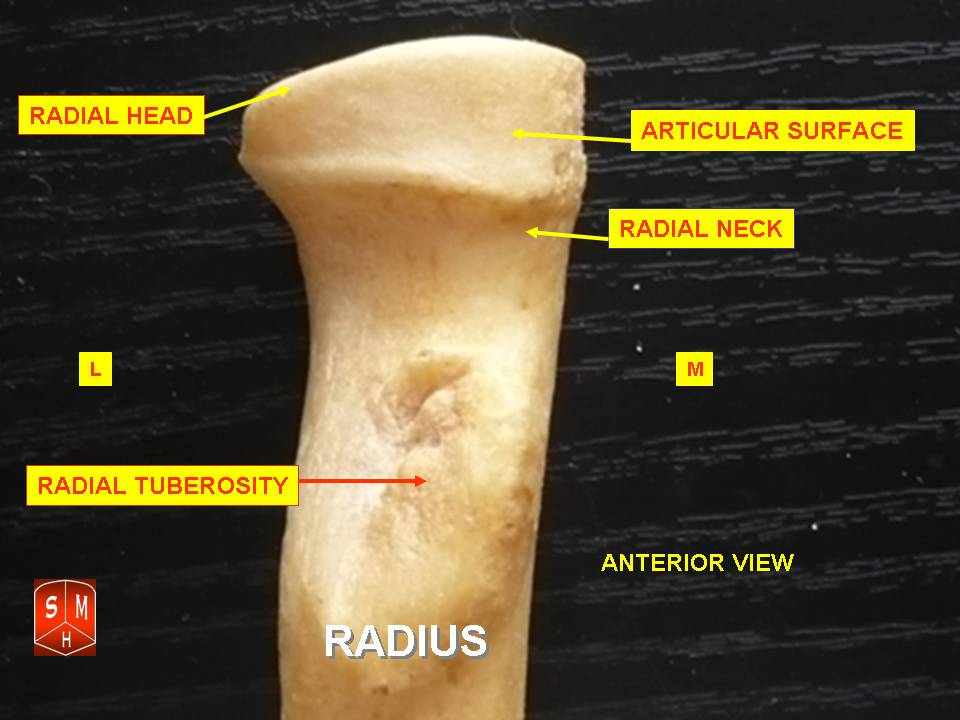
Radio, epifisi prossimale - vista anteriore
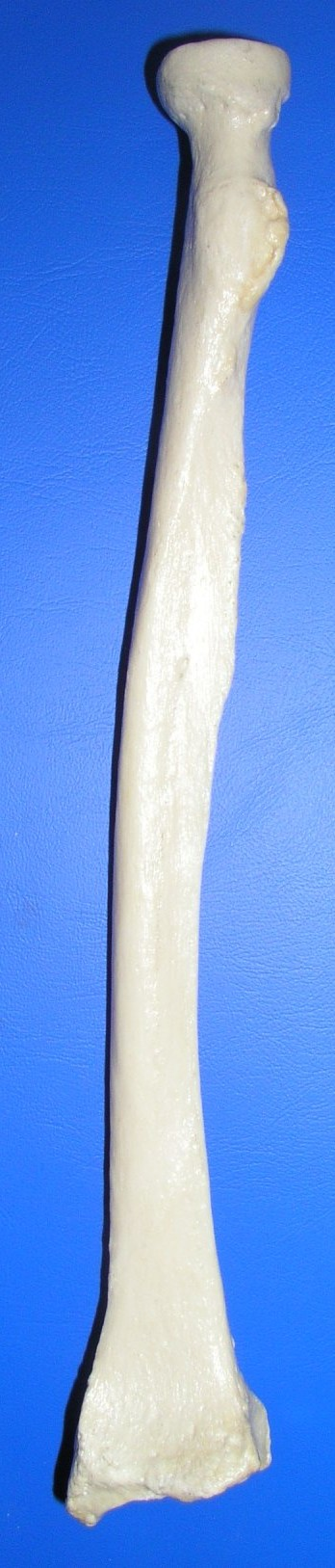
Radio destro - vista anteriore
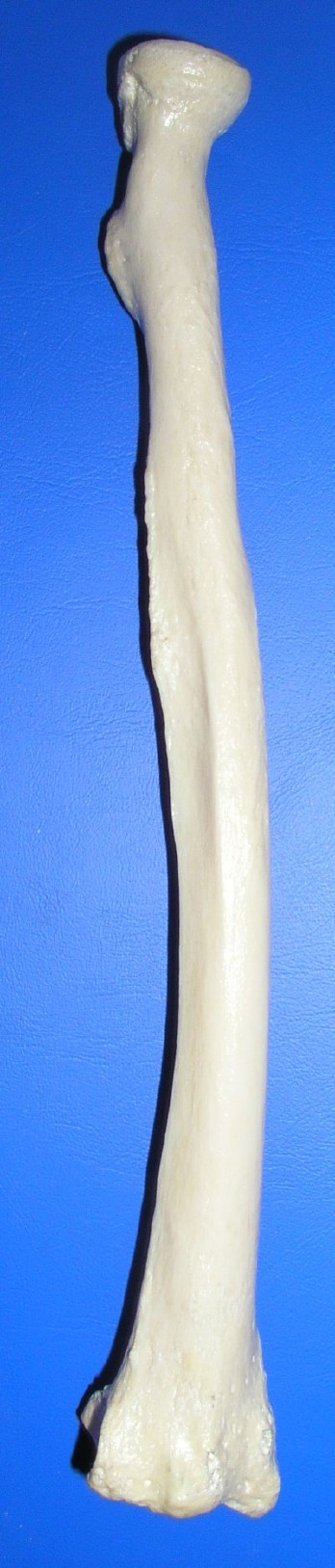
Radio destro - vista posteriore
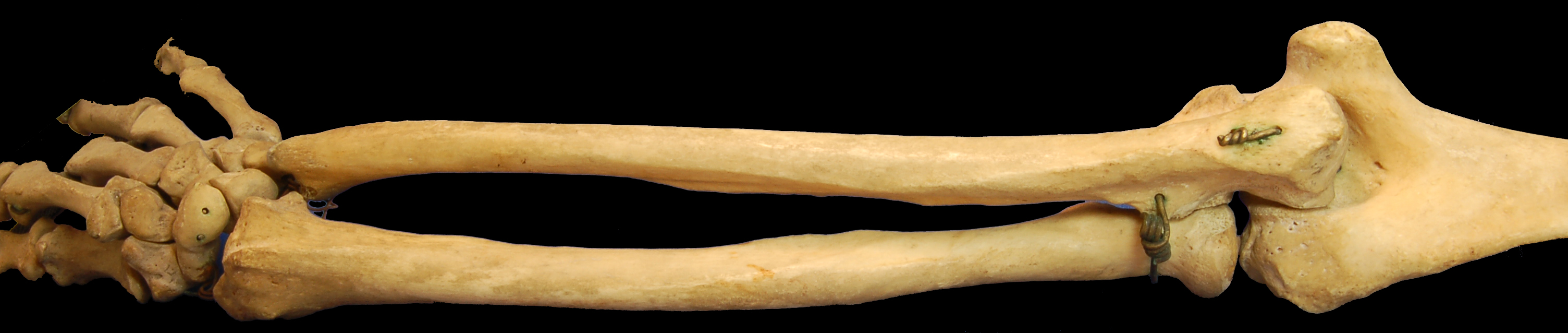
Radio e ulna destri - vista posteriore
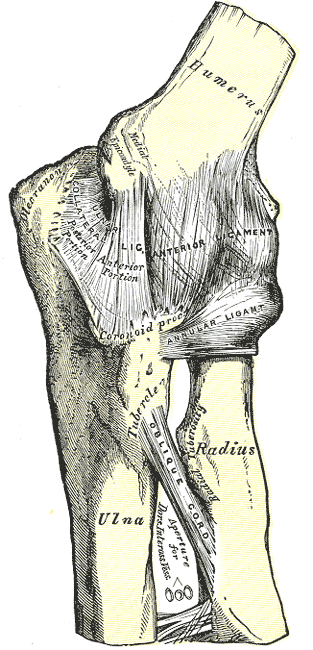
Articolazione sinistra del gomito, con i ligamenti collaterali anteriore e ulnare
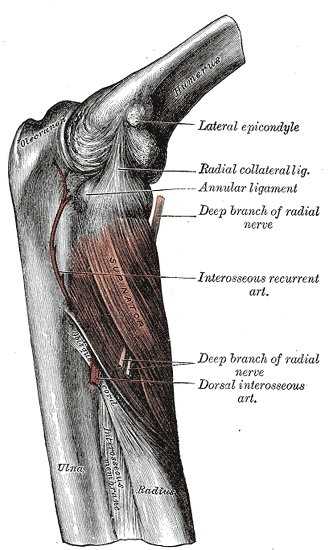
Muscolo supinatore del radio
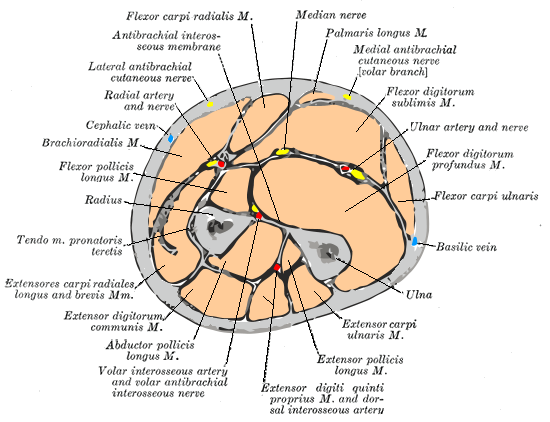
Sezione trasversa della diafisi di radio e ulna
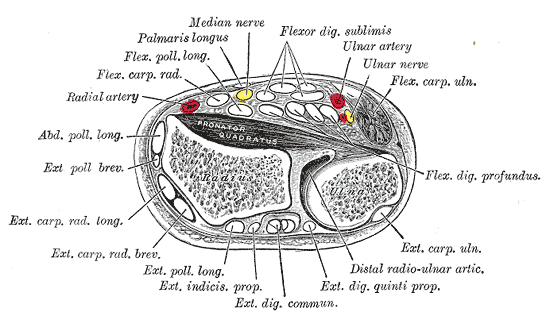
Sezione trasversa dell'epifisi distale di radio e ulna

## Fratture
- Frattura di Galeazzi
- Frattura di Monteggia
- Frattura di Pouteau-Colles
- Frattura di Goyrand-Smith
- Frattura del capitello radiale, vedi Frattura del gomito